# Melgar de Arriba
Melgar de Arriba település Spanyolországban, Valladolid tartományban. Melgar de Arriba Santervás de Campos, Melgar de Abajo, Joarilla de las Matas, Gordaliza del Pino és Sahagún községekkel határos. Lakosainak száma 162 fő (2024).

## Népesség
A település népessége az utóbbi években az alábbiak szerint változott:
| Lakosok száma | 298  | 271  | 255  | 224  | 195  | 184  | 166  | 147  | 168  | 162  |
|               | 2001 | 2004 | 2007 | 2009 | 2012 | 2014 | 2017 | 2019 | 2022 | 2024 |